# Desmoscolex parafalklandiae
Desmoscolex parafalklandiae är en rundmaskart som beskrevs av Allgen 1955. Desmoscolex parafalklandiae ingår i släktet Desmoscolex och familjen Desmoscolecidae. Inga underarter finns listade i Catalogue of Life.